# Kuej-jang
Kuej-jang (znaky zjednodušené 贵阳, pchin-jinem Guìyáng) je městská prefektura v Čínské lidové republice, hlavní město provincie Kuej-čou. Prefektura má rozlohu 8 034 km2 a žije zde přes 4 milióny obyvatel.
V Čchien-lingské chovné stanici v současnosti v zajetí přežívá necelých 100 jedinců tygra jihočínského, kde byl jeho umělý chov zahájen v roce 1963.

## Poloha a doprava
Kuej-jang leží uprostřed provincie Kuej-čou na východě Jünnansko-kuejčouské vysočiny, na severním břehu řeky Nan-ming, přítoku Wu-ťiang.
Na severu sousedí Kuej-jang s Cun-i, na východě a jihu s Čchien-nanem, na jihozápadě s An-šunem a na západě s Pi-ťie.
Mezinárodní letiště Kuej-jang Lung-tung-pao leží zhruba dvanáct kilometrů jihovýchodně od centra města v obvodě Nan-ming,

## Administrativní členění
Městská prefektura Kuej-jang se člení na deset celků okresní úrovně, a sice šest městských obvodů, jeden městský okres a tři okresy.
| Nan-ming Jün-jen Chua-si Wu-tang Kuan-šan-chu Paj-jün okres · Kchaj-jang okres · Si-feng okres · Siou-wen městský okres · Čching-čen |          |                       |                    |                                  |
| Název | Název    | Počet obyvatel (2020) | Rozloha km² (2020) | Hustota zalidnění (obyv. na km²) |
| český přepis | znaky    | Počet obyvatel (2020) | Rozloha km² (2020) | Hustota zalidnění (obyv. na km²) |
| Městské obvody |          |                       |                    |                                  |
| Nan-ming | 南明区   | 602 402               | 154                | 5 084                            |
| Jün-jen | 云岩区   | 1 056 819             | 91                 | 11 629                           |
| Chua-si | 花溪区   | 966 276               | 961                | 1 006                            |
| Wu-tang | 乌当区   | 336 363               | 685                | 491                              |
| Kuan-šan-chu | 观山湖区 | 642 634               | 308                | 2 089                            |
| Paj-jün | 白云区   | 456 250               | 269                | 1 698                            |
| Městský okres |          |                       |                    |                                  |
| Čching-čen | 清镇市   | 629 088               | 1 389              | 493                              |
| Okresy |          |                       |                    |                                  |
| Kchaj-jang | 开阳县   | 343 871               | 2 028              | 170                              |
| Si-feng | 息烽县   | 219 835               | 1 042              | 211                              |
| Siou-wen | 修文县   | 288 090               | 1 073              | 269                              |
| |          |                       |                    |                                  |
| Celkem | Celkem   | 5 987 018             | 8 051              | 744                              |

## Partnerská města
- Eniwa, Japonsko (1986)
- Fort Worth, Texas, Spojené státy americké (17. října 2011)
- Hrabství Meath, Irsko (3. října 2014)
- Palmerston North, Nový Zéland (17. srpna 1992)